# سارازانماي
سارازانماي (باليابانية: さらざんまい، بالروماجي: Sarazanmai) هو مسلسل أنمي تلفزيوني من إخراج كونيهيكو إيكوهارا، وإنتاج استوديو مابا بالتعاون مع لابين تراك، عرض الأنمي في 11 أبريل عام 2019 واستمر عرضه حتى 20 يونيو عام 2019، على تلفزيون فوجي في فقرة نويتامينا، وتكون من 11 حلقة.

## القصة
تدور أحداث القصة عن ثلاثة طلاب في المدرسة المتوسطة، يقومون بكسر تمثال كابا عن طريق الخطأ الذي يعمل بمثابة إله الحارس لمنطقة أساكوسا، يتم تحويل طلاب الثلاثة كازوكي وتوي وإنتا إلى كابا من قبل كيبي، أمير مملكة كابا.

## الشخصيات

### الشخصيات الرئيسية
كازوكي ياساكا (باليابانية: 矢逆 一稀، بالروماجي: Yasaka Kazuki)
مؤدي الصوت: أيومو موراسي
توي كوجي (باليابانية: 久慈 悠، بالروماجي: Kuji Tōi)
مؤدي الصوت: كوكي أوتشياما
إينتا جيناي (باليابانية: 陣内 燕太، بالروماجي: Jinnai Enta)
مؤدي الصوت: شون هوريي

### اليوكاي
كيبي (باليابانية: ケッピ، بالروماجي: Keppi)
مؤدية الصوت: جونيتشي سوابي
ريو نيبوشي (باليابانية: 新星 玲央، بالروماجي: Niiboshi Reo)
مؤدي الصوت: مامورو ميانو
مابو أكوتسو (باليابانية: 阿久津 真武، بالروماجي: Akutsu Mabu)
مؤدي الصوت: يوشيماسا هوسويا
سارا أزوما (باليابانية: 吾妻 サラ، بالروماجي: Azuma Sara)
مؤدية الصوت: تيكو كاغوهارا
أوتر (باليابانية: カワウソ، بالروماجي: Kawauso)
مؤدي الصوت: تاكايا كورودا
زومبي (باليابانية: ゾンビ، بالروماجي: Zonbi)
مؤدي الصوت: ريو كاتو

### شخصيات أخرى
تشيكا كوجي (باليابانية: 久慈 誓، بالروماجي: Kuji Chikai)
مؤدي الصوت: كينجيرو تسودا
هاروكا ياساكا (باليابانية: 矢逆 春河، بالروماجي: Yasaka Haruka)
مؤدي الصوت: ريي كوغيميا
أوتوني جيناي (باليابانية: 陣内 音寧، بالروماجي: Jinnai Otone)
مؤدية الصوت: ماريا إيسي

## وصلات خارجية
- موقع الأنمي الرسمي (باليابانية)
- سارازانماي على موقع ANN anime (الإنجليزية)